# Яровое
 Тази статия е за града в Русия.  За селото в Украйна вижте Гюлемен.  
Яровое (на руски: Яровое) е град в Алтайски край, Русия. Населението на града към 1 януари 2018 година е 18 092 души.

## История
Селището е основано през 1943 година, през 1993 година получава статут на град.